# Röntgenblixt
En röntgenblixt eller ett röntgenutbrott är en stjärna som uppvisar kraftiga och slumpvisa ändringar i utsänd röntgenstrålning. Man tror att det handlar om system, där huvudsakligen helium överförs från den ena stjärnan till en neutronstjärna där båda stjärnorna ingår i ett binärt system. Då det överförda materialet nått en kritisk temperatur och densitet uppstår en termonukleär detonation.